# Estado Independiente de Haití Español
El Estado Independiente de Haití Español (también denominado Estado de Santo Domingo) es el nombre que adoptó la antigua Capitanía General de Santo Domingo (actual República Dominicana) durante el breve período de independencia que siguió a la España Boba, nombre con el cual se conoce al período histórico dominicano en el cual España estuvo bajo ocupación francesa y durante el cual le prestó poca o ninguna atención a la administración de su colonia caribeña de Santo Domingo.
Este estado existió solamente por un periodo de dos meses y 8 días, y nunca recibió el reconocimiento internacional de ninguna otra nación, en virtud de lo estipulado en el artículo 8 del Tratado de París de 1814.

## Historia
Como consecuencia de la Paz de Basilea (1795) la Capitanía General de Santo Domingo pasó a manos de Francia, siendo unificada con su colonia, Saint-Domingue. En 1801 los esclavos de la parte occidental de La Española (actual Haití) se sublevaron y declararon su independencia de Francia, en tanto que la parte oriental siguió ocupada por los franceses.
Una vez recuperada la colonia de Santo Domingo por los criollos en 1809, se inicia el período de la España Boba. Debido a la escasa atención que el gobierno peninsular prestaba a la colonia, sumado a la grave situación económica, ocurrieron varias conspiraciones orientadas a derribar el poder español, especialmente durante los años 1810, 1811 y 1812.
José Núñez de Cáceres, teniente del gobernador y auditor de guerra e inspirado por las ideas liberales que corrían por el continente, conspiró contra España y el 30 de noviembre de 1821 proclama pacíficamente, junto con algunos intelectuales dominicanos, la independencia de la parte oriental de La Española creando así el Estado Independiente de Haití Español. Núñez, temeroso de la invasión haitiana y partidario de la causa de Simón Bolívar, estipuló en el acta constitutiva del estado recién creado que este formaría parte de la República de Colombia.
Núñez entonces envió como delegado a Antonio María Pineda Ayala con el fin de reunirse con Simón Bolívar, presidente de la República de Colombia, para así planear la futura integración y apoyo a la causa independentista, tanto de España como de Haití. Sin embargo la comisión no logró llegar a tiempo para encontrarse con el prócer, quien había ya emprendido viaje al sur a consumar las campañas de independencia, las que mantenían a Bolívar alejado de Colombia y del gobierno, por lo cual no se logró que el nuevo estado se integrase al proyecto bolivariano.
Núñez también intentó conseguir el reconocimiento del nuevo estado independiente por la República de Haití, pero el presidente de la vecina república, Jean Pierre Boyer, no solo rechazó la idea argumentando que el territorio de la isla era uno e indivisible, sino que invadió el territorio de la parte oriental de la isla con un ejército de más de 12 mil hombres, el 9 de febrero de 1822, donde fue recibido de muy mala gana por los dominicanos, quienes no tenían un ejército tan bien formado como el haitiano en ese entonces. Es así como a tan solo nueve semanas de declarada la independencia, el Estado Independiente de Haití Español dejó de existir; a este corto período se le conoce como independencia efímera o primera independencia.

## Organización del Estado
Proclamada la independencia y nombrado José Núñez de Cáceres como gobernador político y presidente del estado, quedó de hecho convertida la diputación provincial en junta provisional de gobierno, recayendo el nombramiento de capitán general en el coronel del ejército libertador Manuel Carbajal, el de secretario de la citada junta en Manuel López de Umenes, el de comandante de armas en el coronel Mariano de Mendoza, en el de capitán de puerto Ramón Urdaneta y Tomás Bobadilla como tesorero del estado. El ayuntamiento, la aduana y las demás oficinas públicas siguieron con el mismo personal a excepción de los españoles que se retiraron de sus puestos.

## Constitución del Estado
Reunida la junta formada por José Núñez de Cáceres (presidente), Juan Vicente Moscoso, Antonio Martínez de Valdez, Juan Nepomuceno de Arredondo, Juan Ruiz y Vicente Mansebo junto con Manuel Carbajal y Manuel López de Umenes autorizaron con sus firmas la declaración de independencia, su primer paso fue redactar el acta constitutiva del Gobierno Provisional del Estado, constante de 39 artículos.
Por el primero, segundo y tercero declararon que la forma de gobierno era republicana, creando mientras se arreglaba el sistema de representación nacional, una junta provisional, compuesta del capitán general, del gobernador político del Estado, y de un diputado por cada uno de los cinco partidos en que está dividido el territorio; señalando las atribuciones de dicha junta. Por el cuarto, declararon que el Estado se uniría a la Gran Colombia. El séptimo marcó la división de poderes, dando el legislativo a la junta y el ejecutivo al presidente gobernador político. En el noveno, se declara ciudadanos del Estado a todos los hombres libres, de cualquier color y religión y a los extranjeros con más de 3 años de residencia. En el décimo se trata de la manera de expedir las cartas de naturalidad. El décimo cuarto señala los deberes de los ciudadanos, versando el décimo quinto, décimo sexto, décimo séptimo y décimo octavo sobre la garantías de la persona y la libertad de imprenta. El décimo noveno trata de la continuidad de los ayuntamientos municipales. Los artículos  vigésimo segundo, vigésimo tercero y vigésimo cuarto hablan sobre la justicia en primera instancia, del salario de los jueces y la forma de reemplazarlos. El vigésimo quinto crea un tribunal de apelación en la capital.
Esta acta le da los mismos poderes que poseería un Congreso a la Junta Provisional de Gobierno con capacidad de hacer leyes, levantar tropas, organizar los ramos del gobierno, etc.
En cuanto a la administración de la Justicia, esta quedó a cargo de los alcaldes mayores y jueces letrados para los asunto civiles a razón de uno por cada partido del territorio y, en la capital, residía un tribunal de apelación denominado Corte Superior de Justicia, formado por 3 magistrados: un fiscal, un relator y un escribano.
Como las costumbres se mantuvieron arraigadas y no fueron reformadas, la Junta Provisional de Gobierno creó la ley para el tratamiento de los empleados públicos, dando a los alcaldes el tratamiento de su Gracia, a los alcaldes mayores el de Señoría, al Presidente el de su Excelencia y a la Junta el de su Señoría.